# Paratrichius ricchiardii
Paratrichius ricchiardii är en skalbaggsart som beskrevs av Miyake 2000. Paratrichius ricchiardii ingår i släktet Paratrichius och familjen Cetoniidae. Inga underarter finns listade i Catalogue of Life.